# Watervliet, New York
Watervliet är en ort i Albany County i delstaten New York, USA.